# カステッレット・ストゥーラ
カステッレット・ストゥーラ（伊: Castelletto Stura）は、イタリア共和国ピエモンテ州クーネオ県にある、人口約1,400人の基礎自治体（コムーネ）。

## 地理

### 位置・広がり

#### 隣接コムーネ
隣接するコムーネは以下の通り。
- チェンタッロ
- クーネオ
- モンタネーラ
- モロッツォ

## 行政

### 分離集落
カステッレット・ストゥーラには、以下の分離集落（フラツィオーネ）がある。
- Motta, Riforano, Tetti Pesio